# Enicospilus bakerielli
Enicospilus bakerielli là một loài tò vò trong họ Ichneumonidae.